# Камышлейка (приток Алтаты)
Камышлейка — река в России, протекает по Дергачёвскому району Саратовской области. Длина реки составляет 15 км.
Истоком реки является Васильевское водохранилище. Течёт по открытой местности, сначала на юго-запад через село Васильевка, затем — на юго-восток. Устье реки находится в 50 км по правому берегу реки Алтата в районном центре.
Основные притоки — овраг Широкий Дол (лв) и река Казачка (пр).

## Данные водного реестра
По данным государственного водного реестра России относится к Уральскому бассейновому округу, водохозяйственный участок реки — Большой Узень. Речной бассейн реки — Бассейны рек Малый и Большой Узень (российская часть бассейнов).
Код объекта в государственном водном реестре — 12020000212112200000473.